# Томас Гоменсоро
Томас Хосе дель Кармен Гоменсоро Альбін (Долорес, Соріано, 27 січня 1810 - Монтевідео, 12 квітня 1900)  — уругвайський політик, президент Республіки між 1872 та 1873 роками. 
Як молодий комерсант в юнацтві, він був пов'язаний рано з Білою партією, від якої він пізніше відмовиться.  Він був сенатором кафедри Сальто в 1852 році, а потім політичним і поліцейським начальником цього відділу в 1853 році.  Знову сенатор в 1868 р. Головував у Сенаті, коли 1 березня 1872 року очолював виконавчу владу при доопрацюванні мандата генерала Лоренсо Батле . 
Під час свого однорічного тимчасового уряду було завершено переговори про закінчення громадянської війни (відомої також історіографічно як Революція Спірс, якою керував білий офіцер Timoteo Aparicio).  6 квітня 1872 року було підписано так званий "квітень Миру", який встановив кінець військових дій і амністію для білих революціонерів.  Ця угода також включала, хоча й усно, зобов'язання щодо розподілу відомчих політичних штабів (призначених безпосередньо Президентом Республіки) між білими і колорадами, та механізм, відомий як "спільна участь" і який залишався в силі майже незмінним до 1897 року до повстання білого офіцера Апарісіо Саравія . 
Цей тип узгодженого і словесного рішення був єдиним - і, до речі, дуже примітивним і тимчасовим - відповідь, яку уругвайське політичне суспільство того часу було спроможне дати для консолідації  у  Великій Війні.  У квітні 1872 року із тринадцяти департаментів, що існували, чотири (Сан-Хосе , Флорида, Канелонес і Серро Ларго) були обіцяні фактично білим, а решта залишилися в руках політиків Колорадо. 
Після виходу з командування в 1873 році Томас Гоменсоро обіймав різні посади: посадовий інспектор, генеральний збирач митниці і генеральний скарбник нації.  З 1888 по 1894 рр. він знову був сенатором від Соріано, в останньому році він був призначений кандидатом на пост Президента Республіки від сектора Колорадоської партії, яку він підтримував більше 40 років і через яку він став фігурою патріархальною і шанованою. 
У честь його пам'яті місто Томас Гоменсоро (Артигас) носить його ім'я.

### Кабінет міністрів
| Міністерство         | Ім'я                 | Період      |
| -------------------- | -------------------- | ----------- |
| Уряд                 | Кандідо Бустаманте   | 1872 - 1873 |
| Міжнародні відносини | Ернесто Веласко      | 1872        |
| Міжнародні відносини | Хуліо Еррера і Обес  | 1872 - 1873 |
| Казначейство         | Ернесто Веласко      | 1872 - 1873 |
| Війна і флот         | Жозе Грегоріо Суарес | 1872        |
| Війна і флот         | Хуан Пабло Реболо    | 1872 - 1873 |

## Зовнішні посилання
```
Wikimedia Commons
 розміщує мультимедійну категорію про 
Томаса Гоменсоро
```

1. ↑  Diccionario biográfico español — Real Academia de la Historia, 2011.